# Габрово
Вижте пояснителната страница за други значения на Габрово.
Га̀брово е град в централна България, административен и стопански център на едноименните община Габрово и област Габрово. Разположен е по поречието на река Янтра в северното подножие на Шипченския дял на Стара планина. В непосредствена близост до него, в местността Узана, се намира географският център на България.
По последни данни на НСИ към 7 септември 2021 г. населението на Габрово е 45 940 души.
По данни на ГРАО към 15 юни 2024 г. в града живеят 51 398 души по настоящ адрес и 59 190 души по постоянен адрес.
Габровци са известни с любовта си към хумора (виж Габровски шеги), с ежегодния си карнавал на хумора и сатирата, със своето машиностроене, с многобройните паметници, мостове и дълги улици.
Габрово е най-дългият град в България със своите 25 km от кв. Ябълка до яз. Смирненски.

## География

### Местоположение
Град Габрово се намира в подножието на Стара планина, в близост до прохода Шипка. Той се разпростира по поречието на река Янтра. Градът се намира на 44 km от Велико Търново, на 202 km от столицата София, на 140 km от Пловдив, на 265 km от Варна и на 229 km от Бургас.
Габрово е свързан с железопътния транспорт в България чрез линията до Царева ливада. През Габрово минава една от най-важните пътни връзки, пресичащи България в направление север-юг, която представлява част от паневропейския транспортен коридор IX (Хелзинки – Санкт Петербург – Киев – Букурещ – Русе – Велико Търново – Габрово – Стара Загора – Димитровград с отклонения към Гърция и Турция).
Близо до града се намира местността „Узана“, в която е локализиран географският център на България.
В землището на град Габрово се намират и 19 села, които нямат собствени землища: Баевци, Бойновци, Врабците, Геновци, Горнова могила, Думници, Зелено дърво, Малуша, Мечковица, Моровеците, Продановци, Пъртевци, Руйчовци, Рязковци, Стойковци, Стоманеците, Тодоровци, Трънито и Чукилите.

### Административно деление
Габрово е разделен на следните квартали: Център, Шиваров мост, Радичевец, Бичкиня, Беленци, Любово, Етъра, Нова махала, Ябълка, Чарково, Дядо Дянко, Недевци, Лисец, Хаджицонев мост, Борово, Шенини, Сирмани, Велчевци, Гачевци, Трънето, Младост, Голо Бърдо, Русевци, Трендафил 1, Трендафил 2, Лъката, Гарата, Колелото, Войново, Инструмент, Болтата, Илевци, Кряковци, Негенци, Йовчовци, Бакойци, Киевци, Бойката, Златарите, Тончевци.

### Климат
Териториалното развитие на областта и приоритетното развитие на определени стопански отрасли са благоприятствани от нейния разнообразен полупланински и планински релеф и благоприятен климат.
Климатът в региона е умереноконтинентален, отличаващ се със студена зима и сравнително топло лято. Валежите са с подчертано континентален характер. Средно годишно падат около 900 l/m². През есенните и зимните месеци преобладават северните и северозападните ветрове, а през пролетните и летните – южните. Регионът се характеризира с висока годишна продължителност на слънчевото греене. Средногодишните температури са около 10 °C. По високите планински части снежната покривка се задържа около 110 дни.

### Релеф и води
През града протичат река Янтра и двата ѝ основни притока – река Синкевица и река Паничарка. Река Сивяк протича през Етнографски музей на открито „Етър“ и непосредствено след това се влива в Янтра. Жълтешка река е десен приток, който се влива в Янтра при квартал Бичкиня. Други водни потоци на територията на града: Руйчов и Турски дол, Белилска и Козя река (притоци на Паничерка), Йеловица и Страшка река (притоци на Сивяк), Маймун дере (приток на река Янтра при бившия завод „Капитан дядо Никола“), река Лопушница (кв. Шейнини приток на река Росица), Свинарски дол и Репивица (притоци на р. Янтра при кв. Бойката).

### Флора и фауна
Дървесните видове са предимно бук, габър и дъб. По поляните се срещат много шипкови и къпинови храсти. През дъждовните летни дни в габровските гори могат да се намерят повечето разпространени видове гъби (манатарка, пачи крак, сърнела, булка, млечка, праханка, печурка и др.). Из многобройните реки, протичащи на територията на града, има мряна и кефал.

## Население

### Численост на населението
Численост на населението според преброяванията през годините:
- 1880 – 7646 души
- 1887 – 7958 души
- 1910 – 8423 души

| \| Година на преброяване \| Численост \| \| --------------------- \| --------- \| \| 1934 \| 23 231 \| \| 1946 \| 32 752 \| \| 1956 \| 43 055 \| \| 1965 \| 64 075 \| \| 1975 \| 75 040 \| \| 1985 \| 81 250 \| \| 1992 \| 76 522 \| \| 2001 \| 67 065 \| \| 2011 \| 58 950 \| \| 2021 \| 45 940 \| |           |
| Година на преброяване | Численост |
| 1934 | 23 231    |
| 1946 | 32 752    |
| 1956 | 43 055    |
| 1965 | 64 075    |
| 1975 | 75 040    |
| 1985 | 81 250    |
| 1992 | 76 522    |
| 2001 | 67 065    |
| 2011 | 58 950    |
| 2021 | 45 940    |

Долната таблица показва изменението на населението на града в периода от 1887 година до 2021 година:
| Година | 1887                   | 1910 | 1934  | 1946  | 1956  | 1965  | 1975  | 1985  | 1992  | 2001  | 2005  | 2009  | 2011  | 2013  | 2016  | 2017  | 2018  | 2019  |
| Население | 7958                   | 8423 | 13668 | 21180 | 37919 | 57805 | 75040 | 81415 | 76522 | 67350 | 63004 | 60281 | 58030 | 56995 | 54004 | 53063 | 52169 | 51217 |
| | Най-голям брой ?? в ?? |      |       |       |       |       |       |       |       |       |       |       |       |       |       |       |       |       |
| Източници: Национален статистически институт, „citypopulation.de“, „pop-stat.mashke.org“, Географски институт при БАН |                        |      |       |       |       |       |       |       |       |       |       |       |       |       |       |       |       |       |

### Етнически състав
Численост и дял на етническия състав според преброяването през 2011 г.
| Етническа група     | 2011   | 2011   |
| Етническа група     | Брой   | %      |
| ------------------- | ------ | ------ |
| Българи             | 54,227 | 91,99% |
| Турци               | 473    | 0,80%  |
| Роми                | 343    | 0,58%  |
| Други               | 193    | 0,33%  |
| Не се самоопределят | 151    | 0,26%  |
| Неотговорили        | 3,563  | 6,04%  |
| Общо                | 58,950 | 58,950 |

## История

### Име
Първото известно име на селището, Габрува, е от 1477 г., а днешното – Габрово, се появява през XVII век. Един от първите писмени документи, в които се споменава Габрово, е от 1704 г. В него се иска разрешение за ремонт на църквата „Св. Петка“ и се казва, че „тя е наша от завоюването до ден днешен“. Наименованието идва от дървото габър.

### История на града

#### Възникване
Според най-разпространената легенда, Габрово е основан от Рачо Ковача преди около 250 години. Историята гласи, че той бил странстващ майстор ковач, който се установил под едно габърово дърво. Съществуват много други, но не толкова популярни легенди за първи заселници на Габрово.
Габрово възниква през средните векове като стратегическо селище в близост до старопланинските проходи. На 2 km източно от града се намира крепостта „Градище“, съществувала до началото на VII век. По откритите златни и медни монети от времето на римските императори Константин I Велики (306 – 337 г.) и Юстин II (565 – 578 г.) археолозите датират крепостта Градище като късноантична и ранносредновековна (от IV до VI век)
При археологически проучвания на територията на крепостта са разкрити крепостна стена с дължина около 4 km, която е обграждала крепостта, 42 гъсто застроени жилищни сгради, помещения на гарнизона, охраняващ крепостта, главен вход и три охранителни кули. В най-високата част на крепостта Градище се е намирал главният храм, построен през IV век, а малко по-късно към него е изградено и помещение за кръщене, т.нар. баптистерий. Крепостта Градище е разрушавана и възстановявана многократно; счита се, че престава да съществува след падането на България под османско иго.
През 2012 г. е направено почистване на разкопките в м. Градище, а през 2013 г. се предвижда продължаване на разкопките.
При археологически разкопки през 1985 и 1989 г. е проучен многослоен некропол в центъра на Габрово, съществувал в периода XIII – XIX в., както и останките от църквата „Света Петка“. Смята се, че църквата е построена след престоя на мощите на св. Петка Българска в селището, при пренасянето им от Епиват във Велико Търново през 1298 г. Така е потвърдено съществуването на селище на габровска територия още по времето на Втората българска държава.
Габрово е родният град на Иван Калпазанов, който построява и заедно с Васил Карагьозов оборудва с модерни немски машини първата фабрика за текстил в Габрово и в новоосвободеното Княжество България (1882 г.). Превърнал се в „българския Манчестър“, в Габрово се раждат и заселват много изявени предприемчиви личности. Така тук с бързи темпове паралелно се развиват индустрията и образованието. Двамата стават родоначалници на дългосрочни габровско-немски отношения. Началото е поставено през декември 1881 г. в град Кемниц, Германия. Кулминацията е установяването на немско консулство в Габрово с консули Васил Карагьозов (1926 – 1933) и Кольо Карагьозов (1934 – 1935).
В края на XII век тук се развиват занаятите и търговията, както и производства, свързани с обслужването и опазването на проходите през Балкана – ковачество, оръжейничество и др. В годините на османското владичество Габрово е голям занаятчийски и търговски център. През XIX век тук се практикувани 26 занаята – ковачество (налбантство), ножарство, чакракчийство, грънчарство, гайтанджийство, кожарство, бубарство и много още. Първата текстилна фабрика (1882 г.) е основана от Иван Колчев Калпазанов с помощта на Васил Карагьозов в съдружие с Петко Цокев.

#### Османски период
Най-вероятно първоначалните заселвания са били около „Топлика“ – извор на пътя към Стара планина, в подножието на хълма „Петкова нива“. Те са станали вероятно преди около 600 – 700 години, а може би и по-рано. Един от първите писмени документи, в които се споменава Габрово, е от 1704 г. В него се иска разрешение за ремонт на църквата „Св. Петка“ и се казва, че „тя е наша от завоюването до ден днешен“. По тези думи може да се съди, че Габрово е съществувало при падането на България под османска власт (1396 г.) и доста преди това, за да има църква. Останките от крепостта Градище могат да се разгледат и днес, въпреки че се нуждаят от реставрация. Там последно са правени разкопки през деветдесетте години на ХХ век.
През 1622 г. Евлия Челеби преминава през Шипченския проход с въоръжен отряд от 500 души на път за османския поход срещу Австрия. Според неговия пътепис: задължените да охраняват прохода габровци не се колебаят да нападат преминаващите през него турски куриери, малки групи войници и други пътници. На слизане към Габрово, „на едно тясно, диво и каменисто място, пригодно за хайдушки засади“, отрядът на Евлия Челеби е нападнат и турците два пъти водят сражение. За Габрово Евлия Челеби пише: Боже, прости ме, но селото е бунтовническо, не е за отсядане на пет или десет души в него... С една дума тези селяни вършат разбойничество в Шипченската планина, не настаняват в селото си дори 150 – 200 души конници, а онези, които се настанят там със сила, не изпращат със здраве. Благоразумните да не ходят на тези планини, защото и зиме, и лете има много разбойници.
През 1860 г. Габрово е обявено за град. Феликс Каниц казва за него, че през 70-те години на XIX век „е една голяма работилница“ и че е „град, който живее от водата“, имайки предвид масово използваната водна сила. Славата на габровските изделия се носи из цялата Османска империя, че и извън нея. В Букурещ и сега има улица, носеща името „Габровени“.

#### Българско възраждане
Бързият икономически възход и националното пробуждане са причина още през 1835 г. тук да се открие първото българско светско училище. През 1872 г. то прераства в средно училище, а от 1889 г. – в Априловска гимназия, наречена така в чест на основателя си Васил Априлов, виден възрожденски деятел. Строят се красиви възрожденски къщи, църкви, мостове, чешми, часовникова кула (1835). Жителите на града вземат дейно участие във въстанието на Капитан дядо Никола през 1856 г., в Търновското въстание от 1862 г., в четите на Хаджи Димитър и Стефан Караджа (1868), на Христо Ботев (1876), на Цанко Дюстабанов (1876 г. – изцяло формирана в Габрово). През 1868 г. Левски създава тук революционен комитет. Градът е родно място на Васил Априлов, Цанко Дюстабанов, Поп Харитон, композитора Емануил Манолов, Тодор Бурмов и много други.

#### След Освобождението
И след Освобождението през 1878 г. Габрово се развива като най-крупния текстилен център на България, неслучайно получил прозвището „българският Манчестър“. Градът открай време се слави с пестеливостта и остроумието на своите жители, поради което тук се намира единственият в света Дом на хумора и сатирата.
През 1906 година по част от централните улици е инсталирано електрическо осветление, захранвано от построената от Иван Хаджиберов ВЕЦ „Устето“.

#### Между Балканските и Световните войни
По време на Балканската война в 1912 година 13 души от Габрово се включват като доброволци в Македоно-одринското опълчение.

### Първите сдружения и институции, първите и в България
- Първото новосветско училище – Габровското училище 1835 г., създадено от Васил Априлов и Николай Ст. Палаузов;
- Първата модерна фабрика само с български капитали в новоосвободеното Княжество България е фабрика „Иван Колчев Калпазанов“ 1882 г., основана от Иван Калпазанов в съдружие на Петко Цокев и безценната помощ на Васил Карагьозов, който е и неин дългогодишен директор;
- Първият движещ се макет – на Иван Недков от 1892 г. движещ се модел на котелна парна машина, собственик на фабриката за стомана „Иван Недков“
- Първите чугунени радиатори в България – конструирани от инж. Симеон Недков и произвеждани във фабрика „Иван Недков“
- Първият памукотекстилен стан в България – конструиран от инж. Цветан Недков и произвеждан във фабрика „Иван Недков“
- доц. д-р Никола Недков – пластичен хирург, един от създателите на катедрата по пластична хирургия към ИСУЛ /Института за усъвършенстване на лекарите/, днес Университетска болница „Царица Йоанна“ – София
- инж. Цветан Недков – един от основателите на организираната спортна дейност в Габрово
- Първата кредитна кооперация – „Сиромашки труд“ 1889 г.
- Първата трикотажна фабрика – основана от Христак Момерин през 1890 г.[14]
- Първата потребителска кооперация – „Спестовно-потребително табашко работническо дружество“ 1895 г.
- Първата производителна кооперация – Работническо–шивашко дружество „Напредък“ 1895 г.
- Първата машинна кожарска кооперация – фабрика „Щастие“
- Първите рундщпули (обли плетачни машини) – донесени от Йордана Кавалова
- Първата фабрика за четки – 1925 г. Стефан П. Кедев. Фабриката произвежда всички видове четки: бояджийски, бръснарски, за рисуване, за коне, за обувки, индустриални валове, като качеството им конкурира успешно германските.[14]
- Първата калъпчийска фабрика – фабрика „Паничарка“ 1910 г.
- Първата гълъбова поща – Христо Бръчков – 1877 г.
- Първото дружество на „Червения кръст“ в Княжество България – 1 ноември 1883 г.
- Първата метеорологична станция – 1 януари 1887 г.
- Първият метеоролог – Христофор Ангелов
- Първата психологична лаборатория в България – доц. д-р Никола Христов Алексиев
- Първият оркестър в България – 1845 г. оркестърът на цигуларите Цвятко и Пенчо Караколеви

### Малко известни факти за Габрово
- Първото светско новобългарско училище – 1835 г., основано от Васил Априлов и Николай Ст. Палаузов
- Първата ученическа библиотека – 1840 г.
- Първото приложение на звучната метода за произнасяне на буквите – 1868 г.
- Първият учебен кабинет по физика – 1872 г.
- Първо в страната гражданско пощенско отделение – януари 1878 г. (заедно с тези от Свищов и Търново)
- Първата фабрика за доставка на платове за Княжеския двор – фабриката на Иван Колчев Калпазанов – 1882 г., построена от Иван Калпазанов, Петко Цокев и Васил Карагьозов
- Първата светнала електрическа крушка в България – 1882 г.
- Първото изпълнение на сегашния химн „Мила Родино“ в Априловската гимназия
- Първото дружество на Червения кръст в Княжество България – основано на 1 ноември 1883 г., по-рано по време е дружеството на Червения кръст в Сливен – 25 октомври 1878, но тогава Сливен е в границите на Източна Румелия
- Първата опитна земеделска станция
- Първата метеорологична станция – 1 януари 1887 г.
- В Историческия музей – Габрово се съхранява първата българска банкнота със сериен № 000001 от 1881 г.
- Първият губернатор на София и първи министър-председател на България е габровецът Тодор Бурмов 1880 г. Той е родом от село Нова махала, сега кв. Нова махала.
- 1882 г. Иван Колчев Калпазанов с помощта на Петко Цокев и Васил Николов Карагьозов основават първата модерна фабрика за производство на текстил, шаяци и гайтани в Габрово и в Новоосвободеното Княжество България
  - Първата придворна княжеска фабрика в България от 1884 г. e фабриката на Иван Калпазанов.
  - Първата задвижена с водна турбина от 35 к.с. (1885) и с въглища (1901) – фабриката на Иван Калпазанов, под управлението на Васил Карагьозов.
  - Първата фабрика в Габрово със собствена кантора в центъра на града – фабриката на Иван Калпазанов, под управлението на Васил Карагьозов.
  - Първата фабрика в Габрово със собствено знаме, ушито във Виена – фабриката на Иван Калпазанов, под управлението на Васил Карагьозов.
  - Първата фабрика, открила парна електроцентрала през 1911 – фабриката на Иван Калпазанов, под управлението на Васил Карагьозов.
  - Първата фабрика, доставила специален павилион от Виена за Първото българско изложение (1892) – фабриката на Иван Калпазанов под ръководството на Васил Карагьозов.
  - Първата фабрика, отпуснала пенсии на работниците си по своя инициатива от 1922 г. – фабриката на Иван Калпазанов при управлението на Васил Карагьозов.
  - Първата фабрика, открила работническа баня през 1939 г. – фабриката на Иван Калпазанов, ръководена от Кольо Карагьозов и Иван Добрев Калпазанов.
  - Една от първите фабрики, чиито собственици са правели застраховки на своите работници в началото на ХХ век, когато застрахователният пазар започва да се развива активно – фабриката на Иван Калпазанов под ръководството на Васил Карагьозов, по-късно ръководена от Кольо Карагьозов и Иван Добрев Калпазанов.
- Немско консулство е открито през 1926 г. с консули Васил Карагьозов (1926 – 1933) и Кольо Карагьозов (1934 – 1935). Консулството е преместено във Варна в края на 1935 г.
- Най-индустриализираният град в България в периода 1905 – 1978 г. е Габрово. Това е причината градът да стане известен като „Българския Манчестър“
- Пенчо Иванов Семов – габровски индустриалец от началото до средата на XX век, известен с благотворителната си дейност по подпомагането на много обществени начинания.
- Първата фабрика за производство на барут, експлозиви и патрони – барутна фабрика „Еловица“
- Първата фабрика за калъпи за обувки – 1918 г.
- Първият тенискорт и ледена пързалка – 1922 г. в парка на Иван Хаджиберов, сега цех 1 на фирма Финтекс
- Първата и всички 11 фабрики за производство на сапуни до 1936 г.
- Първата фабрика за кокс и деривати.
- Най-високата сграда в област Габрово – 20-етажната сграда „Космос“
- Първо в страната улично радиозвучаване – 1946 г.
- 1954 г. радиотехниците Ив. Гатев и Т. Бочуков конструират първия портативен магнетофон в България
- Камбаната на храм „Успение на Пресвета Богородица“ – първата камбана донесена от чужбина в Габрово
- В Габрово е имало немско консулство. В периода 1926 – 1933 г. почетен немски вицеконсул е Васил Карагьозов. През 1934 г. почетен немски вицеконсул е Кольо Карагьозов. След 1934 г. то е изместено във Варна.
- Габрово е обявено за кредитор на България през 1942 г.
- Първата съвременна концертна зала – открита на 21 октомври 1962 г.
- Първи щатен естраден оркестър извън столицата – „КО“, създаден към тогавашното предприятие „Културен отдих“ – Габрово /1960/. Първи на „Общобългарско състезание за майстори на естрадното изкуство“ за Северна България – Плевен /1962/.
- За първи път закупен в България след войната баритон-саксофон. Първи на него е свирил габровецът Христо Митев /1962/.
- Награден със златен медал и звание „Лауреат на втория републикански фестивал и спартакиада“ УЧЕНИЧЕСКИ ОРКЕСТЪР към Текстилен техникум гр. Габрово – София /1964/.
- Първи следвоенен джаз-клуб в България – ХОТ КЛУБ ГАБРОВО /1965/.
- Първи опит в страната за създаване на биг-бенд формация в Габрово в рамките на щатен духов оркестър, по идея на Иван Андреев /1967/. Осъществен концерт във Велико Търново.
- Първи работнически джаз-клуб в България в ЕТЗ „Подем“, Габрово /1978 – 1979 г./. Поддържан от местния джаз-клуб и заводската комсомолска организация.
- Първи български оркестър участвал в XI International Dixieland Festival в Дрезден – СУИНГ ДИКСИ БЕНД ГАБРОВО /1981/.
- Първа международна джаз-среща в България – Габрово /1982/.
- Първи специализиран джазов фестивал в България с международно участие, под името ДИКСИЛЕНД ПАРАД ГАБРОВО /1983/.
- За пръв път български оркестър участва в Traditional Jazz Salon – Прага, Чехословакия. СУИНГ ДИКСИ БЕНД ГАБРОВО /1985/.
- Българският оркестър СУИНГ ДИКСИ БЕНД ГАБРОВО е първи от социалистическите страни, който стъпва на големите джазови фестивали Jazz Band Ball в Париж, Франция /1986/ и Dixieland Jubile – Сакраменто, САЩ /1990/.
- СУИНГ ДИКСИ БЕНД ГАБРОВО първи в България записва собствена дългосвиреща грамофонна плоча с диксилен музика – „Фолк дикси“ /1986/.

## Политика

### Кмет
Местните избори 2007 година са спечелени от Томислав Дончев (ГЕРБ). Той побеждава на втори тур Николай Григоров (Българска социалистическа партия). През 2010 година Томислав Дончев е избран за министър по управлението на европейските пари в кабинета на Бойко Борисов. Това налага нови местни избори в Габрово, които са спечелени от Николай Сираков (ГЕРБ). На редовните местни избори през 2011 година за кмет на Община Габрово, на първи тур, с 57,67%, е избрана Таня Христова (ГЕРБ). Местните избори през 2015 година са спечелени от досегашния кмет на града Таня Христова (ГЕРБ) с 68,38% от гласовете на първи тур.

### Герб и знаме
Гербът на град Габрово се състои от традиционния за този род официални знаци: хералдичен щит, върху който стъпва стенна корона – стилизирана крепостна стена с кули – стар градски символ, издаващ градската форма на развитие и древността на възникване. Около нея е препасана девизна лента с текст „Труд и постоянство“ – част от девиза на първия габровски индустриалец Иван Калпазанов. В хералдичния щит на червен фон са изобразени символично основните фактори, допринесли за просперитета на Габрово.
В средата с вълнообразни линии е означена река Янтра, около която се развива селището от най-дълбока древност. Над нея е изобразено стилизирано зъбно колело – символ на индустриалното производство, донесло слава на Габрово; отляво върху него стои чук, който представя един от най-старите занаяти в Габрово – ковачеството, свързано с легендарния основател на града – Рачо Ковача. Отдясно върху щита се намира стилизиран кадуцей – върхът на жезъла на древногръцкия бог Хермес, който символизира развитието на търговията. Под образа на р. Янтра се намира отворена книга, символизираща стремежа на габровци към просвета и наука, който намира израз в основаването на първото новобългарско училище в селището през 1835 г.

### Известни габровци в Учредителното и Народните събрания
- Учредително събрание – 16 април 1879 г. в Търново

Иван Златин – търговец
Сава Сирманов – учител
Калчо Симеонов – търговец
д-р Алекси Христов – градски лекар
Иван Гюзелев – учител
Андрея Манолов – учител
Райчо Каролев – учител
- Първо велико народно събрание от 17 април 1879 г. до 26 юни 1879 г. – Търново

Иван Златин – търговец
Сава Сирманов – учител
Калчо Симеонов – търговец
д-р Алекси Христов – градски лекар
Иван Гюзелев – учител
Андрея Манолов – учител
Райчо Каролев – учител
- Първо обикновено народно събрание от 21 октомври 1879 г. до 24 ноември 1879 г.

Иван Гюзелев – учител
- Второ обикновено народно събрание 20 януари 1880 г. – Търново

Калчо Симеонов – търговец
Тодор Бурмов – учител
Васил Златев – учител
Иван Гюзелев – учител
- Второ велико народно събрание – само на 1 юли 1881 г. – Търново

Райчо Каролев – учител
Иван Гюзелев – учител
Андрея Манолов – учител
- Четвърто обикновено народно събрание юни 1884 г. – Търново

Райчо Каролев – учител
Васил Карагьозов – учител
Христо Конкилев – търговец
Иван Златин – търговец
- Трето велико народно събрание – 25 юни 1887 г. – Търново

Иван Калпазанов – фабрикант
Иван Червенаков – търговец
Цанко Добрев – търговец
Христо Илюв
Христо Балканджиев – търговец
Христо Конкилев – търговец
- Пето обикновено народно събрание – 27 септември 1887 г. – Търново

Цанко Цанков – търговец
Иван Червенаков – търговец
Цанко Добрев – търговец
- Шесто обикновено народно събрание – 26 август 1890 г.

Христо Конкилев – търговец
Цанко Добрев – търговец
Еким Генчев – търговец
- Четвърто велико народно събрание – 1 април 1893 г. – Търново

Васил Карагьозов – фабрикант
Васил Грудов – търговец
- Седмо обикновено народно събрание – 18 юли 1893 г. – Търново

Васил Карагьозов – фабрикант
Васил Грудов – търговец
- Осмо обикновено народно събрание – 1894 г. – Търново

Христо Топузанов – търговец
Христо Конкилев – търговец
- Девето обикновено народно събрание – 11 октомври 1896 г. – Търново

Христо Топузанов – търговец
Христо Конкилев – търговец
Иван Пецов – адвокат
Христо Манафов – търговец

### Международно сътрудничество
Габрово е член на ФЕКГ (Фондация на европейските карнавални градове)
Габрово е побратимен със следните градове:
- Алст, Белгия
- Куманово, Северна Македония
- Митвайда, Германия
- Митишчи, Русия
- Могильов, Беларус
- Нови Сонч, Полша
- Паневежис, Литва
- Прешов, Словакия
- Сисак, Хърватия
- Тун, Швейцария
- Чернигов, Украйна
- Шеки, Азербайджан
- Петах Тиква, Израел

### Неправителствени организации
- Дружество „Майчина грижа“ - Габрово
- Български червен кръст - Областен съвет Габрово
- Историографско дружество „Габрово“
- Габровска Ремкеанска школа или „Философско-математично общество – Габрово“
- Дружество на вдовиците и сираците от войните „Самозащита“ Габрово
- Обществен дарителски фонд – Габрово
- Международен съвет на самодейните средища – Габрово
- Ротари клуб – Габрово
- Ротаракт клуб – Габрово
- Интеракт клуб – Габрово
- Лайънс клуб – Габрово
- Фондация „Марсел де Бископ“
- Клуб „Приятели на Белгия“
- Клуб „Приятели на Германия“
- Регионална туристическа агенция /РТА/ „Стара планина“ – Габрово
- Младежко християнско дружество ИМКА – Габрово
- Сдружение „Младежка информационна мрежа“
- Сдружение „Скаутски туристически клуб“
- Ученически младежки съвет на Габрово
- Сдружение „Социален диалог“ – Габрово
- Клуб на дейците на културата
- Дружество за защита на животните
- Фондация „Коста Берберов“
- Сдружение „Габрово 21“
- Високотехнологичен бизнес инкубатор
- Клуб по фелинология „Бастет“
- Съюз на слепите
- Съюз на инвалидите
- Дружество „Военноинвалид“ Габрово
- Сдружение „Планета Габрово“
- Общинско училищно настоятелство
- Гражданско сдружение „Нашето ПО-ГОЛЯМО ГАБРОВО“
- Сдружение Памет габровска
- Краеведско дружество „Илия Габровски“
- Сдружение за устойчив туризъм „Узана“

## Икономика и инфраструктура

### Икономическа характеристика
В миналото Габрово е бил известен като българският Манчестър поради силно развитата си индустрия. Началото е поставено от Иван Колчев Калпазанов и Васил Карагьозов, които създават първата модерна фабрика за текстил в Габрово и в Новоосвободеното Княжество България (1882). В първите години на XIX век от трансилванския град Брашов в Габрово е донесен първия гайтанджийски чарк.
От съществуващите дребни производства възниква огромна за времето си индустрия. Развиват се текстилната (вълнена и памучна), кожарската и железарска промишленост.
Производството е съсредточено в следните направления:
- памучен и вълнен текстил;
- памучен и вълнен трикотаж;
- шивашка индустрия;
- машинистроене;
- производство на пластмасови изделия;
- обработване на кожи и производство на кожени изделия;
- производство на обувки;
- производство на ножове и домакински прибори;
- производство на мебели;
- производство на хляб и хлебни изделия;
- производство на мляко и млечни изделия;
- шоколадови изделия;
- строителство.
- На 26 ноември 2009 г. в града отвори врати първият търговски комплекс тип мол – Terra Mall Gabrovo.
- На 26 март 2010 г. отвори врати и Мол Габрово.
- В Габрово присъстват големите търговски вериги за техника и хранителни стоки: „Билла“, „Лидл“, „КАМ Маркет“, „ЦБА“, „Техномаркет“, „Зора“, „Технополис“ и „Кауфланд“.

### Транспорт
Градът се обслужва от 27 автобусни линии. До 2013 г. е имало и 4 тролейбусни линии.

### Медии

#### Регионални вестници
- Вестник „100 вести“, ежедневник – регионално частно печатно и on-line издание
- Вестник „Габрово днес“ е частен вестник и излиза три пъти седмично.
- Вестник „Диалог“ – информационен бюлетин.
- Gabrovo Info Какво, къде... в Габрово
- Gnews Габрово
- Медия за градска култура.
- Вестник „Истината“ – печатно издание на ПП „Атака“ – Габрово.
- информационен сайт за Централна Северна България Север.бг.

#### Радиостанции и телевизия
| MHz    | радиостанция                | предавател         | мощност |
| ------ | --------------------------- | ------------------ | ------- |
| 91.30  | Bulgaria On Air             | РТПС „Бумеранг ФМ“ | 163 W   |
| 92.20  | БНР Програма „Христо Ботев“ | РРТС връх „Ботев“  | 10 kW   |
| 94.50  | БГ Радио                    | РРТС Градище       | 200 W   |
| 95.40  | БНР Програма „Христо Ботев“ | РРТС Градище       | 166 W   |
| 96.40  | Дарик радио (Габрово)       | РРТС Градище       | 500 W   |
| 98.60  | Радио Витоша                | РРТС Градище       | 260 W   |
| 100.90 | БНР Програма „Хоризонт“     | РРТС връх „Ботев“  | 10 kW   |
| 101.70 | Бумеранг радио              | РТПС „Бумеранг ФМ“ | 168 W   |
| 103.20 | БНР Програма „Хоризонт“     | РРТС Градище       | 560 W   |
| 104.00 | Радио 1                     | РРТС Градище       | 200 W   |
| 107.40 | Радио N-Joy                 | РТПС „Бумеранг ФМ“ | 288 W   |

Дарик радио (Габрово) има и регионална програма, а Бумеранг радио излъчва изцяло оригинална програма за Габрово и близките селища.

### Здравеопазване
- МБАЛ „Д-р Тота Венкова“;
- СБАЛББ „Пенчо Семов“;
- Болничен медицински център – ул. „Брянска“ 1, ет. 4;
- МЦ „СИАС“;
- МЦ „Апогей“;
- ДКЦ 1;
- ДКЦ 2;
- Стоматологичен център „Св. Иван Рилски“.

## Образование и наука

### Училища
През 1835 г. в Габрово е открито първото българско взаимно (класно) училище. Много хора по това време държали на неговото въвеждане, но идеята дошла от Васил Априлов и Николай Ст. Палаузов, български търговци, родом от Габрово, преселени в Одеса. Непосредствено до Априловската гимназия (в същата сграда) се намира Националният музей на образованието.
Габрово разполага с едно висше училище – Технически университет - Габрово. Днес обучението в него се извършва в три факултета с 24 катедри.
| Общински училища - НУ „Васил Левски“ - 1ОУ „Ран Босилек“ - 2ОУ „Неофит Рилски“ - 3ОУ „Цанко Дюстабанов“ (закрито) - 4ОУ „Христо Ботев“ - 6ОУ „Иван Вазов“ - 8ОУ „Св. св. Кирил и Методий“ - 11СУ „Райчо Каролев“ - 12СУ „Отец Паисий“ - ПМГ „Акад. Ив. Гюзелев“ - ОУ „Найден Геров“ – с. Яворец |  | Държавни училища - Национална Априловска гимназия - ПТГ „Д-р Никола Василиади“ - ПГ по туризъм „Пенчо Семов“ - Помощно училище „Николай Ст. Палаузов“ - Професионална гимназия по строителство |

### Библиотеки и архиви
- Регионална библиотека „Априлов - Палаузов“ – Габрово,
- Териториален държавен архив – Габрово,

## Култура и забавление

### Театри
- Драматичен театър „Рачо Стоянов“
- Държавен куклен театър „Ран Босилек“
- МИМ театър - Габрово
- Летен театър
- Младежко театрално студио „Гаргара“ – Габрово

### Художествени галерии
- Галерия „Христо Цокев“
- Художествена галерия на ул. „Орловска“ 10
- Магазин-галерия „Авиц арт“ – ул. „Радецки“ 15

### Музикално и танцово изкуство
- Габровски камерен оркестър
- Оркестър Габрово
- Представителен духов оркестър - Габрово
- Габровски хор на запасните офицери „Емануил Манолов“
- Хор „Старопланинско ехо“
- Вокална група „Надежда" при Дружеството на инвалидите и Читалище „Габрово"
- Вокална група „Незабравка" от Дневния център за стари хора при читалище Априлов-Палаузов
- Дамски хор за академично пеене - Габрово
- Смесен хор „Априлов - Палаузов“
- Музикален клуб „Весела“
- Вокална група „Шанс“
- Детски фолклорен ансамбъл „Габровче“
- Танцов ансамбъл „Сивек“
- Музикална школа „Талеви“
- Шоу - балет „Магия“ – Габрово
- Клуб за състезателни танци „Ритмика“
- Танцова формация „Мега Денс“
- Музикална школа към Музикално дружество „Емануил Манолов“
- Детска арт работилница към училище „Райчо Каролев“
- Школа по изобразително изкуство „Енкаустика“

### Домове на културата и кина
- Дом на хумора и сатирата
- Дом на културата „Емануил Манолов“
- Народно читалище „Априлов – Палаузов 1861“
- Народно читалище „Габрово 2002“
- Народно читалище „Христо Смирненски 1949“ – кв. Русевци
- Читалище „Св. св. Дамаскин и Онуфрий Габровски 2011"
- Читалище „Зора“ – кв. Нова махала
- Кино „Алеко“

### Музеи
- Етнографски музей на открито „Етър“
- Архитектурно-исторически резерват Боженци
- Регионален исторически музей (Габрово)
- Къща музей Дечковата къща
- Дом на хумора и сатирата
- Национален музей на образованието
- Музейна експозиция „Пощенските съобщения в Габрово“
- Културен център Хлебна къща „Свети Христофор“ – Габрово
- Интерактивен музей на индустрията – в миналото Габрово е бил важно търговско и занаятчийско средище. И до днес промишлеността продължава да бъде водещ отрасъл в региона. Оттук се ражда и идеята за създаването на единствения по рода си музей на Балканския полуостров, открит на 21 март 2014 г. По иновативен начин посредством звукови, визуални и светлинни ефекти се проследява историята на социално-икономическия живот на града. Експозицията е развита на три етапа, като всеки от тях заема отделен етаж от сградата. Първият етап е посветен на индустриализацията след Освобождението (от края на XIX век до 1944 г.). Вторият етап проследява съдбата на промишлеността по времето на комунистическото управление (от 1944 до 1990 г.). Третият етап разглежда индустрията в периода от падането на тоталитарния режим до днес. Беседата се води от виртуални разказвачи, а посетителите биват съпровождани от водач, който отговаря на въпросите им и им оказва помощ при работа с интерактивните инсталации и дигитални панели. Благодарение на съвременните информационни технологии и аудио-визуални приложения се постига автентична атмосфера и усещане за реалистичност[20]

### Габровски хумор
- Габровски хумор
- Дом на хумора и сатирата

### Редовни събития
- Освобождение на България от османска власт – на 3 март ежегодно, на връх Шипка
- 1 април – ден на хумора и рожден ден на Планета Габрово
- Международно биенале на хумора и сатирата в изкуствата (МБХСИ) – третата събота на май, всяка нечетна година
- Национална среща-наддумване „Благолаж“ – третата неделя на май, всяка нечетна година
- Диксиленд парад – май, всяка година до 2007 г. включително.
- Международен фестивал на комедийния спектакъл – май, всяка нечетна година
- Детски мини Карнавал – третата събота на май, ежегодно
- Традиционен карнавал – третата събота на май, ежегодно
- Национална изложба (ревю) на котки – ежегодно в деня на Карнавала
- 24 май – Ден на българската писменост – ежегодна манифестация
- Пленер по живопис в с. Боженци
- Оркестър Габрово е домакин и организатор на Международен Диксиленд парад, който се провежда ежегодно през втората десетдневка на месец май до 2007 г. включително.
- Международен панаир на народните занаяти – началото на септември, всяка година
- Боевете на Шипка – 22 август
- Международен форум „Изкуство, екология и наука за устойчиво социално развитие“ – 20 – 27 август /от 2010 г./ – организатори: Надежда Савова – основател на хлебна къща „Свети Христофор“ – Габрово, Световна културна платформа „Култура 21“, Сдружение „Планета Габрово“, община Габрово
- Септемврийски дни на културата 28 август – 14 септември (от 2009)
- Дни на камерната музика – май и септември
- Празник на духовната музика – 14.10. – ежегодно, по случай деня на Света Петка Българска и Духовния празник на Габрово
- „Смешен филм фест Габрово“
- Хартиени фенери – ежегоден септемврийски фестивал, който чества свободата, любовта и мира (от 2011 г.).

### Спорт
- Спортна зала Орловец,
- Стадиони: Христо Ботев, Васил Априлов, Христо Смирненски
- Футболен клуб Янтра, основан на 21 септември 1919 г. Началото е поставено с мач срещу „Локомотив“ – Горна Оряховица спечелен с 1:0.
- Футболен клуб „Янтра 2000“
- Спортен клуб по хандбал „Бъки“ - Габрово
- Спортен клуб за приложна стрелба и еърсофт „Алфа Метал“
- Волебойлен клуб „КВК Габрово“
- Ръгби клуб „Янтра“ – основан през 1973 година и базиран на стадион „Христо Смирненски“, с няколко отбора в различните възрастови групи.[21]
- Спорт Модел клуб Габрово
- На габровци са на разположение пет тенис корта и три закрити басейна

## Забележителности

### Храмове
- Храм "Успение Богородично (Габрово)“
- Катедрален храм „Света Троица“,
- Храм „Свети Йоан Предтеча“ – кв. Камъка
- Храм „Свети Иван Рилски“ – кв. Бичкиня
- Параклис „Свети Пантелеймон“ – МБАЛ „Д-Р ТОТА ВЕНКОВА“
- Параклис „Свети апостоли Петър и Павел“
- Девически манастир „Свето Благовещение“
- Соколски манастир
- Параклис на Света Петка, осветен на 14 октомври 2000 г.

### Габровски светци
- Свети Онуфрий Габровски – 4 януари
- Свети Дамаскин Габровски – 16 януари
- Свети Лазар Български (Дебелдялски) – 23 април

### Свети мощи и чудотворни икони в Габрово
- Светите мощи на Света Екатерина, Света Анна, Свети Онуфрий Габровски, Свети Меркурий
- Чудотворна икона на Пресвета Богородица в Соколски манастир
- През XIII век светите мощи на Света Параскева (Петка) Епиватска преминават през Габрово на път за Търново, за да останат в специално построения за тях храм на Царевец от цар Иван Асен II в старата столица до падането ѝ под османска власт.
- На 24 ноември 2008 г. в храм „Успение на Пресвета Богородица“ бяха изложени за поклонение светите мощи на Света Екатерина, Света Анна и Свети Онуфрий Габровски.
- На 21 и 22 септември 2009 г. в Габрово в храм „Успение на Пресвета Богородица“ гостува Чудотворната икона на Пресвета Богородица Троеручица от Троянския манастир.
- На 19 октомври 2009 г. в храм „Свети Иван Рилски“, кв. Бичкиня гостува частица от мощите на Свети Иван Рилски Чудотворец, която се съхраняват във Велико Търново.
- На 24 ноември 2009 г. в храм „Успение на Пресвета Богородица“ бяха изнесени за поклонение светите мощи на Света Екатерина, Света Анна и Свети Онуфрий Габровски.

### Паметници и монументи
- Паметник на Васил Априлов
- Паметна плоча на Света Петка
- Паметник на Рачо Ковача
- Паметник на Николай Палаузов
- Паметна плоча на Николай Палаузов
- Паметник на д-р Петър Цончев
- Паметник на Юрий Венелин
- Паметна плоча на Райчо Каролев
- Паметник на Ран Босилек
- Паметник на Чардафон Велики
- Паметна плоча на Чардафон Велики
- Паметник на ген. Фьодор Радецки
- Паметник на загиналите от 55 Подолски полк (прапорщик Краховецкий) и 56 Житомирски полк (прапорщик Николаев)
- Паметник на Митко Палаузов
- Паметник на д-р Тота Венкова
- Паметна плоча на д-р Тота Венкова
- Паметник на даскал Цветко Самарджиев
- Паметник на Цанко Дюстабанов
- Паметник на Емануил Манолов
- Паметник на Панчо Владигеров
- Паметник на Неофит Рилски
- Монумент на Хитър Петър
- Монумента на връх Шипка
- Паметна плоча на Васил Левски
- Паметна плоча на Дружество „Майчина грижа“ - Габрово
- Паметник на Капитан Дядо Никола в цял ръст
- Паметник на Капитан Дядо Никола, издигнат от признателните габровци в памет на героя
- Паметник на юнкер Никола Дончов Бойновски или както е известен Никола Войновски (1849 – 1876), юнкер в Одеса, участник в четата на Хр. Ботев, загинал край с. Шипково, Троянско, след разгрома на четата във Врачанския балкан
- Руски паметник
- Паметник на загиналите във войните (1912 – 1918)
- Паметник на свободата
- Паметник на Тотю х. Досев или известен още като Тотю Иванов
- Паметна плоча на Тодор Каблешков
- Паметник на плодородието – в началото на Габрово, посока от Севлиево
- Паметник на акад. Никола Михов
- Паметна плоча на фелд. Иван Сомлев, (1922 – 1944), летец, „Моят подвиг е нищо в сравнение с дълга пред Родината.“
- Паметник на Никола Вапцаров, (1909 – 1942), поет
- Паметник на Йордан Радославов
- Бюст на Иван Калпазанов – намира се в Регионален исторически музей – Габрово

### Мостове
- Мост „Игото“ (Конашки мост)
- Баев мост
- Шиваров мост
- Падалски мост (до Дома на хумора и сатирата)
- Бичкински мост
- Хаджицонев мост
- Грънчарски мост
- Боровски мост
- Горнокрайски мост

### Фасади на известни къщи
- Бобчева къща
- Къщата на Ямантиев
- Къщата на д-р Цончев
- Къщата на хаджи Стойчеви
- Къщата на хаджи Гунчеви
- Къщата на Марокови
- Къщата на Конкилеви

### Чешми и кладенци
- Каменски извори – „Топлика“ и „Извора“
- Гунин кладенец
- Вонеща вода
- Априлова чешма
- Конашка (пазарска) чешма
- Чешмата на Петър Хаджихристов
- Чешмата на Девическия манастир
- Чешмата на часовниковата кула
- Чешмата при житния пазар
- Любовната чешма
- Чешмата на Часовниковата кула с глава на лъвче

### Паркове
- Парк до храм „Успение Богородично (Габрово)“
- Парк „Мечето“ (между Регионална библиотека „Априлов – Палаузов“ и Драматичен театър „Рачо Стоянов“)
- Парк „Баждар“ (Алеите)
- Паркът срещу фирма „Мак“ (Маркотея)
- Паркът до Сони сервиз
- Парк „Градище“
- Парк „Маркотея"
- Паркът до Колелото

### Любопитно
Осемте чудеса на Габрово е полушеговит списък от „забележителности“:
- Паметник в реката – паметник на Рачо Ковача на остров в река Янтра.
- Космос на земята – заведение на 20-ия етаж на най-високата сграда – кафе „Космос“ (не съществува).
- Кораб в гората – сградата на болницата за белодробни заболявания, има формата на кораб. Построена е от габровския индустриалец Пенчо Семов. Намира се в гориста местност в кв. „Дядо Дянко“. Габровци я наричат „Парахода“.
- Дърво насред пътя – столетно дърво в близост до паметника на Рачо Ковача, на ул. „Скобелевска“.
- Стълба за никъде – стъпала сред дърветата, в близост до Дома на културата.
- Малка планета Габрово (Астероид 2206 Габрова) – открита е малка планета, кръстена на Габрово и регистрирана под № 2206.
- Три мадами под водата – композиция от три къпещи голи се жени, държащи риба, в шадравана пред хотел „Янтра“.
- Конниците, които са на покрива на Дом на културата „Емануил Манолов“.
- Два моста един до друг над реката – Баевият мост.

## Личности, свързани с Габрово

### Габровски светци
- Свети Дамаскин Габровски – почита се на 16 януари по календара на БПЦ
- Свети Лазар Български (Дебелдялски) – почита се на 23 април по календара на БПЦ
- Свети Онуфрий Габровски – почита се на 4 януари по календара на БПЦ

### Свети мощи и чудотворни икони
- През XIII век Светите мощи на Света Параскева (Петка) Епиватска преминават през Габрово на път за Търново, за да останат в специално построения за тях храм на Царевец от цар Иван Асен II в старата столица до падането ѝ под османска власт.
- На 24 ноември всяка година в храм „Успение на Пресвета Богородица“ се излагат за поклонение Светите мощи на Света Екатерина, Света Анна и Свети Онуфрий Габровски.
- На 21 и 22 септември 2009 г. в Габрово в храм „Успение на Пресвета Богородица“ гостува Чудотворната икона на Пресвета Богородица Троеручица от Троянския манастир.
- На 19 октомври 2009 г. в храм „Свети Иван Рилски“, кв. Бичкиня гостува частица от мощите на Свети Иван Рилски Чудотворец, която се съхраняват във Велико Търново.

### Известни личности от Габрово
Габрово е родно място на много бележити личности – 26 професори, 17 генерала, 12 министри, 2 войводи, 2 подвойводи, 15 четници, 138 опълченци, 5 първи инженери в България (машинен, електроинженер, корабостроителен, текстилен и трикотажен).
- Васил Априлов (1789 – 1847) и Николай Палаузов – основатели на първото новобългарско училище. Васил Априлов бил и първият етнограф и нумизматик, както и първият българин следвал медицина (поради здравословни причини прекъсва следването си).
- Анастас Стоянов (1865 – 1898) – български общественик и просветен деец.
- Иван Колчев Калпазанов – родоначалник на модерната индустрия в Габрово и в новоосвободеното Княжество България от 1857 до 1882.
- Иван Колчев Калпазанов, Петко Цокев и Васил Карагьозов – създателите на първата модерна фабрика в Габрово – 1882 г.
- Тодор Бурмов (1834 – 1906) – първият министър-председател на България.
- ген. Константин Никифоров Попконстантинов (1856 – 1891) – военният министър от септември 1885 до август 1886.
- ген.-майор Никола Рясков (1856 – 1917) – създателят на българската артилерия.
- ген.-лейтенант Христо Бурмов (1869 – 1936) – първият председател на военнонаучния институт.
- Богдана Гюзелева-Вулпе – една от основателките на българската опера.
- акад. Никола Михов – първият и най-голям български библиограф.
- Иван Родев (1874 – 1934) – първият корабостроителен български инженер и създателят на Варненската корабостроителница.
- д-р Георги Паяков, (1871 – 1935) – първият български психиатър-невролог.
- Лазар Паяков (1860 – 1910), финансист, депутат и министър.
- д-р Андрей Сахатчиев (1883 – 1947) – първият рентгенолог.
- д-р Тота Венкова (1855 – 1921) – първата жена-лекар в България.
- Мария Патрунчева (1874 – 1964) – първата акушерка.
- д-р Вера Тодорова Павлова (1912 – 2003) – първият професор по история на медицината.
- Иван Гюзелев (1844 – 1916) – първият секретар на Учредителното Народно събрание, първият математик, физик и философ.
- Иван Метев (1889 – 1913) – първият текстилен инженер.
- Иван Манафов (1863 – 1937) – първият машинен инженер.
- Атанас Иванов Василев (1910 – ?) – първият трикотажен инженер.
- Теофана Крил (1931 – 1955) – първата жена-летец.
- Христо Василев Енев (1868 – 1947) – първият дипломиран архитект, проектирал по-голямата част от българските жп гари.
- Рачо Генчев (1873 – 1956) – първият министър на народното здраве.
- Емануил Манолов (1860 – 1912) – Родоначалникът на българската художествена музика.
- Богдана Гюзелева (1878 – 1932) – първата жена–композитор.
- Елена Доскова–Рикарди (1898 – 1987) – първата българска оперна певица, пяла в Миланската „Скала“.
- Неда Фтичева (1881 – 1960) – първата цигуларка.
- Христо Цокев (1847 – 1883) – първият живописец.
- инж. Симеон Недков – конструирал първите чугунени радиатори, произвеждани във фабрика „Иван Недков“ – 1932 г.
- инж. Цветан Недков – конструирал първият памукотекстилен стан, произведен във фабрика „Иван Недков“.
- Колю Ненов Колев (р. 1934 г.) – минен инженер, 20 г. директор на „Минпроект“ и 6 години зам. министър на енергетиката.
- Ангел Рачев Христов (1889 – 1980) – известен производител на кожени изделия през 30-те години на XX век.
- проф. Димитър Рачев (1930 – 2020) – водещ инженер по внедряване на производството на електротелфери в България.

## Други
На Габрово е наречена улица в София (Карта).